# Germarbrunnen

Germarbrunnen

Der Germarbrunnen befindet sich im Germeringer Stadtteil Neugermering in den Wittelsbacher Höfen zwischen der Münchener und der Wittelsbacher Straße. Er wurde im Oktober 1973 nach Plänen von Josef Dering und dem Bildhauer Alfred de Vivanco-Luyken errichtet.

## Geschichte
Der Brunnen entstand 1973 im Auftrag der WWK Versicherung, die als Künstler Josef Dering (1910–1999) aus Eichenau und den Bildhauer Alfred de Vivanco-Luyken nennt. Inspiration war die volksetymologische Herleitung des Ortsnamens „Germering“ von einem spekulativen Ortsgründer „Germar, dem Germanen“;  wenn auch die Toponomastik bis heute nicht eindeutig geklärt wurde. Während Dering den Stein entwarf, zeichnete de Vivanco-Luyken für den Brunnen verantwortlich. Das Bild des „Germar“ im Stein stammt aus einem Buch über die Germanen.

## Erscheinungsbild
Die Brunnenanlage besteht aus einem künstlichen Gefälle, das von einem Monolithen aus Granit gekrönt wird. Auf dessen Vorderseite ist der germanische Krieger Germar kunstvoll dargestellt. Da der Name Germar für der Speerberühmte steht, wurde die Person auf dem Brunnen mit einem Speer dargestellt. Das Wasser strömt über eine leicht abschüssige, mehrfarbige Gesteinsformation in ein großes Auffangbecken. Die Ausmaße der Anlage betragen 32 × 24 Meter. Durch Laub- und Nadelbäume sowie einige Büsche wird die Anlage eingegrenzt. Da der Innenhof der WWK-Siedlung neu gestaltet werden musste, war der Brunnen einige Jahre stillgelegt und wurde im Sommer 2003 erneut in Betrieb genommen. Aufgrund von Haftungsproblemen und rutschigen Steinen darf der Brunnen nicht betreten werden. Mit seinen Ausmaßen ist der Brunnen der größte in Germering und dient in der Parkanlage zwischen den Hochhäusern der Erholung und zusammen mit der umgebenden Bepflanzung der Verbesserung des Kleinklimas.